# Pod Tanečnicou

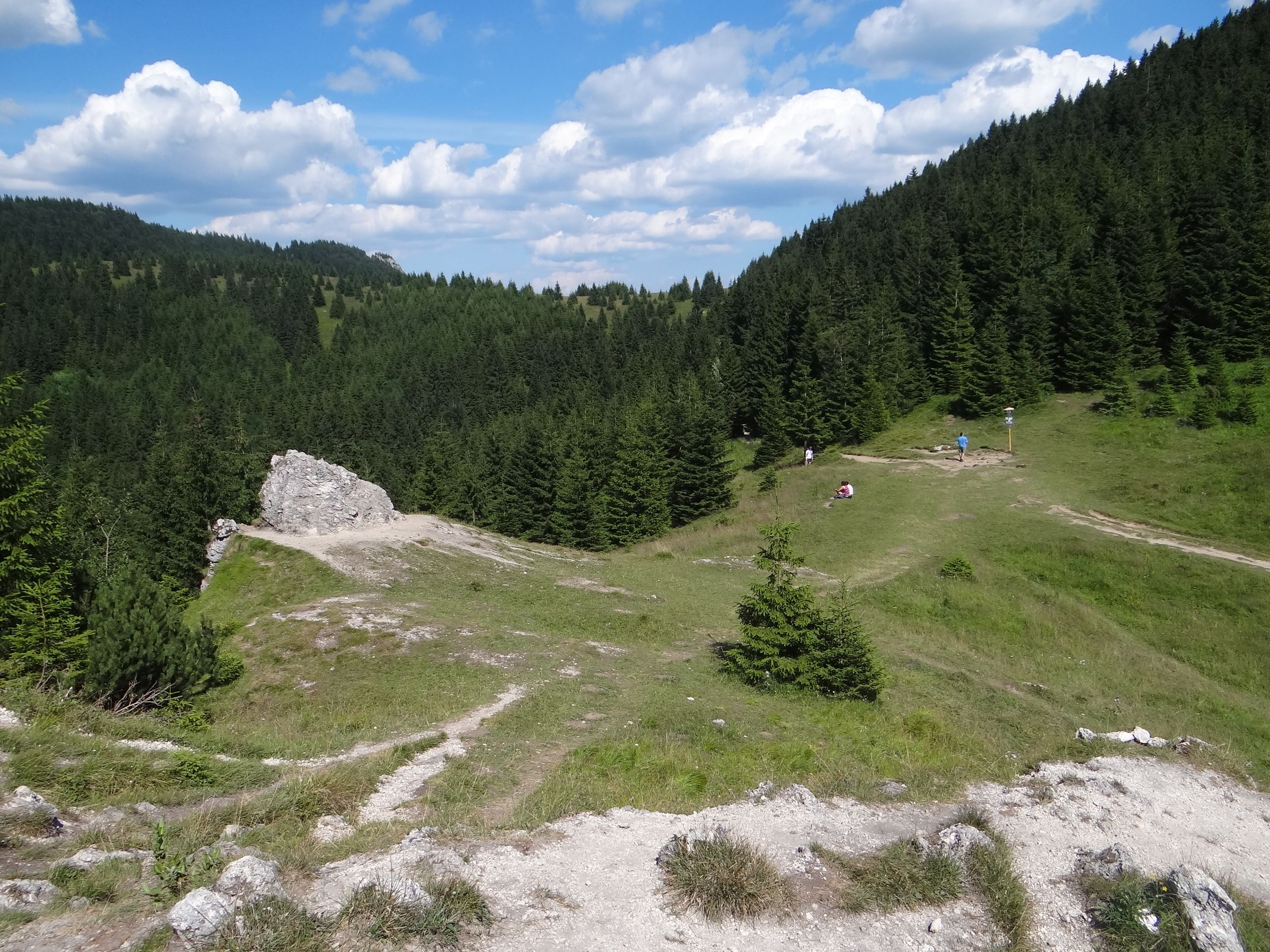
Polana Pod Tanečnicou i widok na Medzirozsutce

Pod Tanečnicou (1186 m) –  polana i płytka przełączka na północnym grzbiecie Małego Rozsutca we wschodniej (tzw. Krywańskiej) części Małej Fatry na Słowacji. Nie znajduje się w głównym grzbiecie łączącym Wielki Rozsutec z Małym Rozsutcem, lecz w jego krótkiej bocznej odnodze, po zachodniej stronie przełęczy Medzirozsutce. Nazwa pochodzi od wznoszącego się po południowo-zachodniej stronie wierzchołka Tanečnica (1364 m).
Polanę pokrywają łąki górskie, niegdyś intensywnie wypasane. Obecnie zaczynają zarastać. Polana ta stała się natomiast ważnym węzłem szlaków turystycznych. Jest na niej kilka zbudowanych z wapieni wychodni skalnych i roztaczają się widoki na Tanečnicę, Wielki i Mały Rozsutec oraz leżącą w dolę dolinę Tesná rizňa i położoną wyżej przełęcz Medzirozsutce (odległą o 10 min marszu).

## Szlaki turystyczne
Vrchpodžiar – Pod Pálenicou – Pod Tanečnicou – Medzirozsutce. Czas przejścia z Vrchpodžiaru na Pod Palenicou: 1.50 h, ↓ 1.35 h
  Biely potok – Ostrvne – Dolné diery – Podžiar – Pod Pálenicou – Horné diery – Tesná rizňa – Pod Tanečnicou – Medzirozsutce. Czas przejścia z Bielego potoku Pod Palenicou: 2.20 h, ↓ 1.50 h